# Pentanema divaricatum
Pentanema divaricatum — вид квіткових рослин з родини айстрових (Asteraceae).

## Поширення
Вид поширений у Азії від Арабського півострова до М'янми (Афганістан, Індія, Катар, Іран, Ірак, Сирія, М'янма, Непал, Оман, Пакистан, Саудівська Аравія, Таджикистан, Тибет, Туркменістан, Узбекистан).